# José Morales Lemus
José Morales Lemus (Gibara, 1808 - Nova York, 1870), fou un jurista i polític cubà.
Començà els seus estudis a Holguín i els continuà a l'Havana, graduant-se d'advocat el 1835. Ve exercir la seva professió amb un notable encert i, abolicionista convençut, donà la llibertat a tots els seus esclaus. Les seves idees liberals el feren comprometre en la temptativa de López el 1851, i encara més en la de Pintó, de 1855, per el qual va haver de refugiar-se als Estats Units.
Tornat a Cuba, desenvolupà diversos càrrecs d'importància en l'època de Dulce i fou un dels redactors del diari El Siglo. El 1866 la jurisdicció de Remedios el comissionà per a formar part de la Junta d'Informació a les Corts, i a Madrid fou nomenat president d'aquesta. Retornà a Cuba el 1867 i, en esclatar la insurrecció de 1868, i va prendre part, però sufocada en part, tingué de refugiar-se novament als estats Units, no sense patir l'embargament de tots els seus béns.
A Nova York va ser nomenat president de la Junta cubana, treballant incessantment a favor de la causa independentista i facilitant tot gènere de recursos morals i materials als insurrectes, tasca que va prosseguir fins a la seva mort.